# Stéphane Dalmat
Stephane Dalmat (ur. 16 lutego 1979 w Tours) – francuski piłkarz.

## Kariera klubowa
Dalmat jest bardzo wszechstronnym zawodnikiem. Do jego głównych zalet należy zaliczyć dobre panowanie nad piłką i drybling.
Pierwszym profesjonalnym meczem w karierze Dalmata była rozegrana 30 sierpnia 1997 potyczka Châteauroux z AS Cannes 30 sierpnia  przegrana przez jego drużynę 1:2.
Dalmat został kupiony przez Lens w sezonie 1998/99. Słynął wówczas z częstych porównań do Zinedine'a Zidane'a. Szybko przeszedł do Marsylii, lecz po nieudanym sezonie przeniósł się do Paris Saint-Germain. Tworzył tam linię pomocy z Alim Benarbią i Laurentem Robertem. Gdy w paryskim klubie został zatrudniony nowy trener, Dalmat przeniósł się do Interu Mediolan.
Dalmat po dwóch i pół sezonach spędzonych we włoskiej drużynie, gdzie nie mógł zadomowić się w pierwszym składzie, został wypożyczony do Tottenhamu. Mimo kilku udanych występów, które zyskały przychylność fanów „The Spurs”, nie zdołał przekonać do siebie trenera Davida Pleata. Łapał przy tym częste kontuzje.
Po przyjeździe do Tuluzy w lecie 2004 roku, Dalmat wyjaśnił motywy, które nim kierowały, aby wrócić do Francji. Stwierdził, że transfer do Toulouse FC był znakomitym posunięciem nie tylko ze względów sportowych. Pierwsze tygodnie gry w tym zespole były dla niego znakomite. Bardzo dobrze rozumiał się z występującym w ataku Danielem Moreirą, którego znał jeszcze z pobytu w RC Lens.
W październiku 2004 Dalmat złamał kość stopy w towarzyskim meczu z FC Nantes. Wrócił do gry na ostatnie kilka miesięcy, ale próba zakwalifikowania się do europejskich pucharów przez Toulouse FC zakończyła się niepowodzeniem z powodu kontuzji Dalmata i Moreiry.
13 lutego 2005 Dalmat podpisał pięcioletnią umowę z Racingiem Santander. Do ekipy z El Sardinero dołączył również jego brat, Wilfried.
Obaj jednak nie mieli większego wpływu na grę Racingu. Spóźnili się ponadto na zgrupowanie drużyny o cztery dni po przerwie świątecznej, co nie uszło uwadze prezesa Manuela Huerty.
14 sierpnia 2006 Stéphane Dalmat podpisał umowę z Girondins Bordeaux, skąd w 2007 przeszedł do FC Sochaux-Montbéliard.
19 lipca 2010 roku Dalmat podpisał 2–letni kontrakt z Stade Rennais.
| Sezon   | Klub                   | Kraj      | Rozgrywki        | Mecze | Bramki | Rozgrywki Europy   | Mecze | Bramki |
| ------- | ---------------------- | --------- | ---------------- | ----- | ------ | ------------------ | ----- | ------ |
| 1998/99 | LB Châteauroux         | Francja   | Ligue 1          | 29    | 1      | -                  | -     | -      |
| 1998/99 | RC Lens                | Francja   | Ligue 1          | 25    | 3      | Liga Mistrzów UEFA | 5     | 0      |
| 1999/00 | Olympique Marsylia     | Francja   | Ligue 1          | 29    | 1      | Liga Mistrzów UEFA | 11    | 0      |
| 2000    | PSG                    | Francja   | Ligue 1          | 19    | 1      | Liga Mistrzów UEFA | 6     | 0      |
| 2000/01 | Inter Mediolan         | Włochy    | Serie A          | 17    | 2      | -                  | -     | -      |
| 2001/02 | Inter Mediolan         | Włochy    | Serie A          | 16    | 1      | Liga Europy UEFA   | 7     | 1      |
| 2002/03 | Inter Mediolan         | Włochy    | Serie A          | 15    | 0      | Liga Mistrzów UEFA | 9     | 0      |
| 2003/04 | Tottenham Hotspur F.C. | Anglia    | Premier League   | 22    | 3      | -                  | -     | -      |
| 2004/05 | Toulouse FC            | Francja   | Ligue 1          | 19    | 1      | -                  | -     | -      |
| 2005/06 | Racing Santander       | Hiszpania | Primera División | 16    | 0      | -                  | -     | -      |
| 2006/07 | Girondins Bordeaux     | Francja   | Ligue 1          | 13    | 0      | Liga Mistrzów UEFA | 3     | 1      |
| 2007/08 | FC Sochaux             | Francja   | Ligue 1          | 36    | 3      | Liga Europy UEFA   | 2     | 0      |
| 2008/09 | FC Sochaux             | Francja   | Ligue 1          | 27    | 1      | -                  | -     | -      |
| 2009/10 | FC Sochaux             | Francja   | Ligue 1          | 29    | 4      | -                  | -     | -      |
| 2010/11 | Stade Rennais FC       | Francja   | Ligue 1          | 33    | 2      | -                  | -     | -      |
| 2011/12 | Stade Rennais FC       | Francja   | Ligue 1          | 4     | 0      | Liga Europy UEFA   | 6     | 0      |
| 2012/13 | Nîmes Olympique        | Francja   | Ligue 2          | 0     | 0      | -                  | -     | -      |

Stan na: 6 lutego 2013 r.